# Ernst Strohschneider
Ernst Strohschneider, avstro-ogrski častnik, vojaški pilot in letalski as, * 6. september 1886, Aussig an der Elbe, Češkoslovaška, † 21. marec 1918 (KIFA).
Nadporočnik Strohschneider je v svoji vojaški službi dosegel 15 zračnih zmag.

## Življenjepis
Med prvo svetovno vojno je bil pripadnik Flik 23 in Flik 42J.